# Sickius
Sickius es un género de arañas que pertenece a la familia Theraphosidae (tarántulas).

## Especie
- Sickius longibulbi (Soares & Camargo, 1948) — Brasil